# Sân vận động Quốc gia Addis Ababa
Sân vận động Quốc gia Addis Ababa (tiếng Amhara: አዲስ አበባ ብሄራዊ ስታዲያም) sẽ là một sân vận động đa năng, có thể sử dụng cho các trận đấu bóng đá, bóng bầu dục và điền kinh, nằm ở Bole, phía đông Addis Ababa, Ethiopia. Đây sẽ là sân vận động quốc gia của đội tuyển bóng đá quốc gia Ethiopia. Sân vận động sẽ có sức chứa 60.000 chỗ ngồi và sẽ được xây dựng bởi Tổng Công ty Xây dựng Trung Quốc. Trong khi bản thân sân vận động sẽ có diện tích 37 ha, sự phát triển được lên kế hoạch xung quanh sân, trải rộng trên 60 ha.